# Колобос
«Колобос» (англ. Kolobos; другое название «Расчленитель») — американский фильм ужасов 1999 года режиссёров Даниэля Лиатовича и Дэвида Тодда Освирка. Премьера фильма состоялась 28 сентября 1999 года.

## Сюжет
Пять человек, три из которых женщины, а двое мужчины, соглашаются принять участие в новом реалити-шоу, согласно которому им предстоит провести три месяца в изолированном от окружающего мира доме. В начале шоу герои общались, обменивались эмоциями, взаимодействовали друг с другом. Только Кира избегала общения и оставалась в одной из комнат в одиночестве и занималась рисованием. Вскоре умирает Тина, внезапно все выходы и окна в доме блокируются стальными листами, а в самом доме появляются смертельные ловушки. По дому начинает бродить убийца.

## В ролях
| Актёр          | Роль           |
| -------------- | -------------- |
| Эми Вебер      | Кира           |
| Николь Пелерин | Эрика          |
| Донни Теранова | Том            |
| Джон Фэйрли    | Гари           |
| Промис Ламарко | Тина           |
| Илья Волок     | «Колобос»      |
| Симс Томас     | доктор Уолдман |
| Линни Куигли   | Дороти         |

## Художественные особенности
Фильм имеет большое сходство с такими фильмами как «Пила: Игра на выживание» и «Куб» ввиду построения сюжета вокруг пространства напичканного ловушками и действиями героев по их преодолению.

## Номинации и награды
- 2002 — 2 премии «Screamfest Festival Trophy»: «Best Make Up» (Джейсон Коллинз) и «Best Picture» (Дэниэл Лятович и Дэвид Тодд Освирк).